# Nabi Salih
Nabi Salih, ou an-Nabi Salih, Nabi Saleh, en arabe : النبي صالح, est un village du centre de la Cisjordanie qui fait partie du gouvernorat de Ramallah, placé sous le contrôle administratif de l'armée israélienne. Il se trouve à 20 km au nord-ouest de Ramallah et al-Bireh. En 1922, la population s'élevait à 105 habitants. En 2007, elle en compte 534. Le nom du village fait référence au prophète Sâlih.

## Histoire
Des tessons de l'époque romaine et byzantine ont été trouvés à Nabi Salih.

### Époque ottomane
Nabi Salih, comme toute la Palestine , est incorporée à l'Empire ottoman en 1517. Des tessons du début de l'ère ottomane y ont été trouvés. Dans le registre de recensement cadastral de 1596, le village est nommé Dayr Salih, faisant partie de la nahié de Quds dans la liwa (en) de Quds. Il avait une population de 2 ménages, tous deux musulmans . Ceux-ci ont payé un taux d'imposition fixe de 33,3 % sur les produits agricoles, y compris le blé, l'orge et les cultures d'été, en plus de leurs revenus occasionnels, soit un total de 550 Akçes.
L'explorateur français Victor Guérin visite l'endroit à deux reprises au XIXe siècle. En 1863, il monte sur la hauteur voisine, et en 1870, il souligne que l'endroit a été nommé d'après Josué qui y est vénéré dans une kubbet, une tombe, partiellement construite avec des pierres régulières remontant à l'antiquité. En 1870, Guérin estime que le village compte 150 habitants, tandis qu'une liste de villages ottomans, datant de la même année, indique que Nebi Salih compte 5 maisons et une population de 22 habitants, chiffre qui ne comprend que les hommes adultes,.
En 1882, l'enquête du Palestine Exploration Fund, sur la Palestine occidentale, le décrit comme « un village de taille moyenne sur une crête, avec une petite mosquée et un puits au sud. Il y a une rivière à environ trois quarts de mille à l'est ». En 1896, la population de Nabi Salih est estimée à environ 102 personnes.

### Histoire récente
Le village se mobilise depuis deux décennies contre l’accaparement de ses terres par la colonie israélienne voisine d'Halamish, implantée en 1977. La moitié des terres du village ont été confisquées au profit de la colonie de Halamish. Des marches hebdomadaires de protestation contre l'occupation des territoires palestiniens s'y sont déroulées de 2010 à 2016, période durant laquelle 350 villageois ont été blessés dans des affrontements avec les militaires de l'armée israélienne,. Nabi Saleh a depuis été endeuillé par la mort d’un habitant de 19 ans, en octobre 2022, puis d’un enfant de 2 ans, en juin 2023, et d'un manifestant en octobre 2023, lors de raids israéliens.
Le village a été médiatisé a l'étranger après une vidéo de 2017 montrant une jeune fille, Ahed Tamimi, gifler un soldat, son cousin venant d’être défiguré par une balle en caoutchouc qui avait fracassé son crâne. 
Les maisons des habitants sont régulièrement détruites par les forces d'occupation israéliennes pour défaut de permis de construire. L’armée israélienne n’en accorde quasiment jamais dans les zones sous son contrôle administratif en Cisjordanie, obligeant les Palestiniens à construire « illégalement ». La route reliant le village à Ramallah est fermée depuis octobre 2023 par l'armée israélienne.

## Sanctuaire de Salih
La tradition locale identifie le complexe de bâtiments de couleur bleue dans le village comme étant le sanctuaire du prophète Sâlih, selon la Bible Shelah, le fils de Juda.
La structure moderne a été construite au XIXe siècle, pendant la domination ottomane. Le bâtiment comprend une zawiya, un lieu d'hébergement soufi et est surveillé par un gardien. Il est situé sur les restes d'une structure de croisés, vraisemblablement construite sur les ruines d'une église de l'époque byzantine. Les vestiges de la structure croisée-byzantine comprennent l'abside d'une chapelle à trois nefs située à l'arrière du complexe du sanctuaire.

## Personnalités
- Ahlam Tamimi (en)
- Bassem al-Tamimi (en)
- Ahed Tamimi